# محاکمة اللغتین
محاکمة اللغتین (به معنای داوری بین دو زبان یا مقایسه دو زبان) از آثار مهم میرعلی شیر نوایی است. نگارش کتاب در دسامبر ۱۴۹۹ به اتمام رسید. در کتاب، دیدگاه نوائی مبنی بر برتری زبان جغتایی بر زبان فارسی از نظر ادبی بحث شده.
بارها و بارها، نوایی بر اعتقاد خود به غنای، دقت و انعطاف‌پذیری واژگان ترکی در مقابل زبان فارسی تأکید می‌کند.